# الکس پیناردی
الکس پیناردی (انگلیسی: Alex Pinardi؛ زادهٔ ۵ سپتامبر ۱۹۸۰) بازیکن فوتبال اهل ایتالیا است.
از باشگاه‌هایی که در آن بازی کرده‌است می‌توان به باشگاه فوتبال مودنا، باشگاه فوتبال ویچنزا، باشگاه فوتبال لچه، باشگاه فوتبال کرمونزه، باشگاه فوتبال کالیاری، باشگاه فوتبال آتالانتا، و باشگاه فوتبال نووارا اشاره کرد.
وی همچنین در تیم‌های ملی فوتبال زیر ۱۷ سال ایتالیا، زیر ۲۰ سال ایتالیا، و زیر ۲۱ سال ایتالیا بازی کرده‌است.